# Castell y Blaidd
Castell y Blaidd är ett slott i Storbritannien.   Det ligger i kommunen Powys och riksdelen Wales, i den södra delen av landet, 240 km väster om huvudstaden London. Castell y Blaidd ligger 435 meter över havet.
Terrängen runt Castell y Blaidd är kuperad västerut, men österut är den platt. Runt Castell y Blaidd är det ganska tätbefolkat, med 60 invånare per kvadratkilometer. Närmaste större samhälle är Newtown, 11,9 km norr om Castell y Blaidd. Trakten runt Castell y Blaidd består i huvudsak av gräsmarker.